# Euphemia Lamb
Euphemia Lamb (1889-1957), nascida Nina Forrest, foi a esposa de Henry Lamb e uma modelo, que posou para, entre outros, Augustus John e Jacob Epstein, vindo a representar a liberdade sexual do estilo de vida boêmio do início do século XX. Foi renomeada de Euphemia pelo esposo, sendo esse o nome pelo qual é geralmente conhecida. John Maynard Keynes comentou que Euphemia teve uma vida sexual mais ativa "do que o resto de nós juntos". Ela foi uma das amantes de Aleister Crowley.